# Robert Murphy
Robert P. "Bob" Murphy (Nova Iorque, 23 de maio de 1976) é um economista da Escola Austríaca de Economia e um autor defensor do livre mercado.

## Educação e vida pessoal
Murphy completou seu bacharelado de Artes em economia no Hillsdale College em 1998. ele retornou ao seu estado natal, New York, para continuar seus estudos na Universidade de New York. Murphy conquistou seu Ph.D. em economia em 2003 após defender uma dissertação sobre  Mudança Intertemporal Imprevista na Teoria de Juros.
Murphy tem um filho e vive em Nashville, Tennessee. Murphy é um cristão, e afirmou em seus escritos que "minhas crenças éticas são instruídas pela minha fé, e eu sou um forte crente da lei natural".

## Carreira em economia
Depois de concluir seu doutorado, Murphy serviu como professor assistente de economia no Hillsdale College em Michigan, função que ele abandonou em 2006 quando retornou para Nova York. De 2006 até o começo de 2007, Murphy trabalhou como empregado com pesquisa e  análise de carreira com Laffer Associates, uma empresa de consultoria em economia e investimento.
Murphy é um membro senior em negócios e estudos econômicos no Pacific Research Institute, e é um scholar e palestrante no Ludwig von Mises Institute. Ele escreve uma coluna para o Townhall.com e também tem escrito para o LewRockwell.com. Ele é um scholar no Mackinac Center for Public Policy e um economista para o Institute for Energy Research. Murphy apareceu diante do United States House Committee on Financial Services (Comitê da Câmara dos Estados Unidos sobre Serviços Financeiros) em 24 de Julho de 2008 para discutir o preço do petróleo e o dólar americano. Seu trabalho tem sido citado por Walter Block, com quem Murphy já publicou conjuntamente. Murphy é um frequente convidado de rádio. Ele apareceu no programa "Free Markets With Dr. Mike Beitler" da rede Voice America Business, em 30 de Outubro de 2008, e também tem aparecido como convidado no The Political Cesspool.
Em 2010, Murphy escreveu o Lessons for the Young Economist (Lições para jovens economistas), um texto introdutório para jovens estudantes. "A ideia é que os recém chegados à economia - quer sejam jovens ou adultos que nunca tenham lido a respeito da tradição austríaca - possam ler este livro primeiro e depois se voltar para a obra de Hazlitt e Rothbard".

## Obra
- The Politically Incorrect Guide to Capitalism (O guia politicamente incorreto para o capitalismo) (Abril de 2007) - Um volume na série best-seller, "Politically Incorrect Guide" publicado pela Regnery Publishing.
- The Politically Incorrect Guide to the Great Depression and the New Deal (O guia politicamente incorreto para a Grande Depressão e do New Deal) (Abril de 2009)
- How Privatized Banking Really Works - Integrating Austrian Economics with the Infinite Banking Concept (Como a privatização bancária realmente funciona) (2010) co-escrito com L. Carlos Lara

Murphy tem também desenvolvido um curso domiciliar de economia austríaca (2005), e tem escrito um guia de estudos para os livros de Murray Rothbard, Man, Economy and State (with Power and Market) e o livro de Ludwig von Mises, Human Action, ambos publicados e distribuídos pelo Mises Institute.